# Forteresse du Spielberg

Plan de la forteresse.

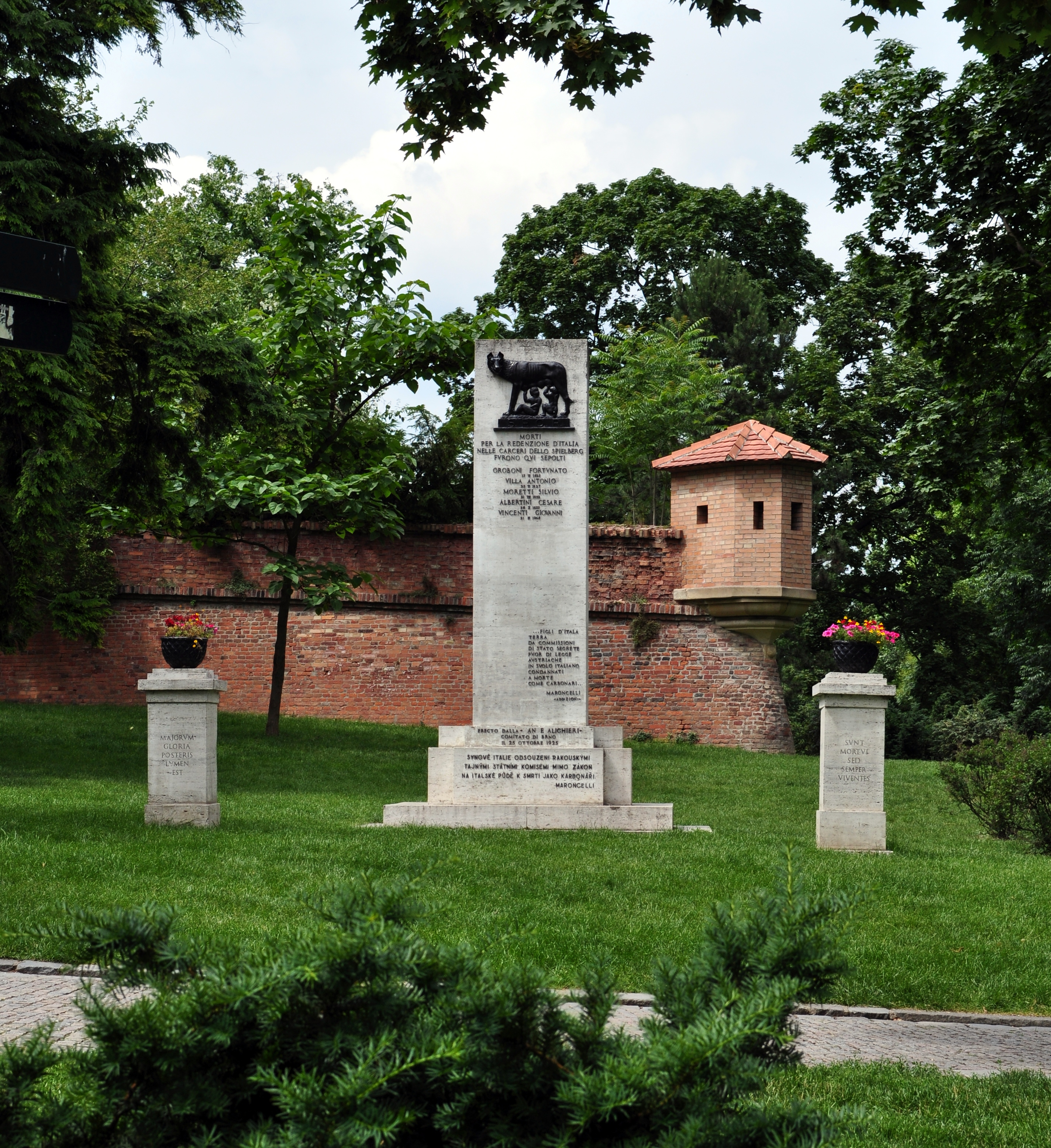
Mémorial aux carbonarii morts ici.

La forteresse du Spielberg (en tchèque Hrad Špilberk ; en allemand Festung Špilberk ou historiquement Spielberg ; en hantec Špilas) domine Brno (anciennement Brünn), la capitale de la Moravie, aujourd'hui la partie orientale de la République tchèque.

## Histoire
La forteresse du Spielberg est construite au XIIIe siècle par le roi tchèque Ottokar Ier de Bohême comme résidence, position défensive et forteresse pour la protection de la ville royale de Brno. Elle connaît son apogée sous le règne des margraves de Luxembourg qui gouvernent la Moravie. Depuis le XVe siècle, elle n'a plus qu'une fonction de défense. En 1560, elle est achetée par la noblesse morave puis rapidement vendue à la ville de Brno. Elle reste la propriété de la ville jusqu'en 1621, quand elle est confisquée à cause de la participation des citoyens à la révolte contre les Habsbourg, retournant ainsi dans le patrimoine de la noblesse locale. Elle occupe un rôle important pendant la guerre de Trente Ans lorsqu'en 1645, elle résiste aux attaques de l'armée suédoise. Elle est ensuite transformée et devient la forteresse baroque la plus imposante du territoire de la Moravie.
En 1783, l'empereur Joseph II du Saint-Empire décide de transformer une partie de la forteresse en prison et particulièrement la plus dure de la monarchie autrichienne. Pour cela les bâtiments utilisés jusque-là comme dépôt de matériel militaire sont réaménagés. En 1809, Napoléon fait détruire certaines parties de la forteresse, le Spielberg perd alors son importance militaire. La forteresse est complètement transformée en 1820 en une grande prison pour les détenus qui ont commis les délits les plus graves mais aussi les prisonniers politiques de diverses nations opposées à l'empire d'Autriche et qui luttent pour obtenir des droits démocratiques. Entre la fin du XVIIIe siècle et la moitié du XIXe siècle, les révolutionnaires français, entre autres Jean-Baptiste Drouet, leurs homologues jacobins hongrois, les patriotes italiens, Carbonari et membres de Giovine Italia et les participants du soulèvement de Cracovie de 1846 y sont enfermés. 
Dans ses cachots, les protagonistes du Risorgimento italien sont enfermés parmi ceux-ci Pietro Maroncelli, Federico Confalonieri, Silvio Pellico. Ce dernier, après sa libération, raconte sa captivité dans un livre, Le Mie Prigioni (Mes Prisons, 1832). Le Français Alexandre Andryane condamné en même temps que Confalonieri, a également laissé un témoignage de son incarcération (Mémoires d'un prisonnier d'État au Spielberg, 4 vol., Paris, Ladvocat, 1837-1838).
Après la fermeture des prisons par François-Joseph Ier d'Autriche en 1855, le Spielberg est utilisée comme caserne militaire jusqu'en 1959. Pendant la Première Guerre mondiale et au début de l'occupation nazie, les pièces souterraines retrouvent leur fonction de cachots.
En 1960, la forteresse, aujourd'hui du Špilberk, devient le siège du musée de la ville de Brno. En 1962, elle est déclarée monument culturel national. De 1987 à 1992, elle a été grandement réaménagée, elle est l'hôte d'expositions et de collections qui permettent de découvrir l'histoire du château et de la ville de Brno, l'exposition permanente étant à la porte Menin. 
C'est en référence à cette prison qu'au XIXe siècle, le Mont-Saint-Michel, alors prison d'État de la monarchie de Juillet, est appelé par le public le Spielberg français. La Fayette y fut enfermé après son retour des Amériques par le gouvernement français.

## Référence dans la littérature
La forteresse du Spielberg est évoquée dans La Chartreuse de Parme de Stendhal dont le héros, recherché par la police pour avoir combattu dans l'armée de Napoléon en 1815, évoque plusieurs fois sa peur d'être emprisonné au Spielberg. Andryane qui y a été enfermé entre 1823 et 1832 a publié Mémoires d'un prisonnier d'état

## Honneur
Son nom a été donné à l'astéroïde (401820) Špilas.